# Криулинское
Криулинское — озеро, старица реки Уфы, в черте города Красноуфимск Свердловской области. Площадь 0,15 км², уровень воды 194,9 м над уровнем моря.

## География
Озеро Криулинское расположено у дороги, ведущей из Красноуфимска в село Криулино. К северному берегу ведёт Черкассовская улица Красноуфимска, а вдоль восточного проходит улица Космонавтов. К западу от водоема протекает река Уфа. Южнее Криулинского, на берегу озера Новая Старица, расположено село Криулино. Криулинское озеро имеет дугообразную форму.
Озеро относительно неглубокое, пресное. В половодье соединяется с рекой Уфой протокой. Питание озера осуществляется за счёт атмосферных осадков и поверхностных вод.

## Охранный статус
Озеро Криулинское — гидрологический памятник природы, место гнездования водоплавающих птиц.